# Cădărești, Bacău
Cădărești (în maghiară Magyarcsügés) este un sat în comuna Palanca din județul Bacău, Transilvania, România.
La sfârșitul secolului al XIX-lea, satul făcea parte din Regatul Ungariei din Austro-Ungaria, în cadrul căreia era arondat districtului Felcsík al comitatului Ciuc. În 1918, satul a fost ocupat de armata României, stat care a revendicat Transilvania, iar în 1920 trecerea la România a fost oficializată prin Tratatul de la Trianon. Până la desființarea județelor a aparținut de județul Ciuc.
În 1952, satul Cădărești a fost transferat raionului Moinești din regiunea Bacău. În 1968, el a trecut la județul Bacău.